# مسرحية سهرة الحب
مسرحية سهرة الحب هي مسرحية غنائية استعراضيّة تم عرضها في برنامج تلفيزيوني عام 1971 وهي من بطولة عمالقة الفن اللبنانيّين: فيروز، وديع الصافي ونصري شمس الدين وتأليف فيلمون وهبي.
تتخلل المسرحية على الأقل 11 أغنية  من كلمات والحان الأخوين رحباني وفيلمون وهبي وقد حازت الأغنيات التي ظهرت في المسرحية على شعبية كبيرة وحققت شهرة واسعة ليس فقط في بلاد الشام، ولكن أيضًا في العالم العربي عمومًا.

## الحبكة
المسرحية مبنية من السكتشات (المقاطع القصيرة) الظريفة عن علاقات حب بين المحبين بين الوصال والفراق، يرويها ويقدمها كل من الراوي الغير مرئي خلال المسرحية الذي يروي لنا قصة حبه الخائبة من خلال مخطابته للراوية الأخرى وهي هدى حداد التي تشترك أيضًا بالسكتشات. في أحد المقاطع نرى نصري شمس الدين المهموم الذي يتخبط مع رفاقه في البحث عن طريق للوصول لمحبوبته بدون لقاء قطاع الطرق وعدم الرغبة في مصادفة ام سليمان لتجنب النميمة ويستمر باستنباط الطرق المبتكرة مثل السباحة حتى يتذكر انه لا يعلم كيف يسبح وغيرها من الطرائف. ثم تقوم الراوية هدى بتقديم فيروز التي تقوم بغناء «هموم الحب» من كلمات وألحان الاخوين الرحباني واغنية «ليليه بترجع ياليل» من كلمات الاخوين الرحباني وألحان فيلمون وهبي في المشهد التالي. ويليها مشهد لاختبار أداء غنائي تخوضه الراوية هدى واخرين غير معرّفين. ومشهد اخر مع نصري بدور زير النساء الذي «يلعب على الحبلين» وتقومان الفتاتين سهاد وجورجيت بنصب المكيدة له بعد معرفتهما بانه يواعد كلتيهما ويعود خالي الوفاض خائبًا مكررًا في أغنية «مين بلعب عالحبلين الا ما يوقع» وغيرها من السكتشات حول شتى قصص الحب ليتم اختتام البرنامج مع فيروز ووديع الصافي وتأديتهما لأغنية «تبقى بلادنا» ونرى قصة حب طريفة بين وديع الصافي وحبيبته وردة. يظهر وديع في موقف خصام ولوم وعناد شديد ولا يتزحزح عن موقفه المعادى لمحبوبته دون حتى أن يحدد أسباب الخصام وفيروز تحاوره لتذكره بمدى الحب الذي يكنه للحبيبة وردة وكيف كاد يلقى حتفه لاجل عيون وردة منتحرًا من فوق سطح البلدية لولا تمت تهدئته.

## أِشهر الأغاني في المسرحية
| 1  | تبقى بلادنا = Tebka Beladena                  |
| 2  | وردة عين الصوانة = Wardat Ain Elsawwana       |
| 3  | كبر العنقود = Keber El Ankoud                 |
| 4  | بيقولوا بكتب الهوى = Bekoulou Bekutub El Hawa |
| 5  | دار الدوري عالداير = Dar Eddouri Addayer      |
| 6  | كانو زغار = Kanou Zeghar                      |
| 7  | عمرها = Oumraha                               |
| 8  | ضوى الهوى قناديلو = Dawal Hawa Kanadilou      |
| 9  | مرقو الحصادين = Marakoul Hassadeen            |
| 10 | يمي مابعرف = Yamme Ma Ba'ref                  |
| 11 | راح حلفك يا طير = Rah Halfak Ya Tayr          |